# مقاطعة غوادالوبي (نيومكسيكو)
مقاطعة وادي اللُّب أو (نقحرة: غوادالوبي) (بالإنجليزية: Guadalupe County)‏ هي إحدى مقاطعات ولاية نيومكسيكو في الولايات المتحدة الأمريكية.